# Museo de Piedras de Monte Verde
El Museo de Piedras de Monte Verde es un centro de exhibición y conservación de piezas arqueológicas recuperadas desde el sitio arqueológico de excavación Monte Verde. El museo fue abierto a finales del 2000.

## Historia
Con la recolección de muestras desde el sitio arqueológico Monte Verde desde mediados de la década de 1970 ha conllevado que más de 1000 piezas de valor histórica. Mientras que algunas piezas terminaron en museos fuera de la región, otras fueron colectadas y exhibidas en una casa de la ciudad de Puerto Montt. Este museo fue abierto en noviembre del año 2000.

## Colecciones
El museo cuenta con salas que exhiben más de mil piezas; entre ellas tótems, tranatrapihues, morteros, raspadores, entre otros.
Las colecciones se hallan divididas según los periodos culturales de los pobladores. El primero contempla elementos hechos de piedra tallada. La segunda se caracteriza por la presencia de artefactos creados con madera, huesos y cuero; estos artefactos fueron utilizados como armas, símbolos religiosos y elementos de uso diario.

## Administración
El ingreso es gratuito, pero para ingresar se debe contactar con la administración del museo.